# Bryan, Ohio
Bryan este un oraș cu o populație de 8.333 de locuitori (conform recensământului din 2002 efectuat de USCB), situat în comitatul Williams, din statul Ohio, SUA. Orașul este și sediul administrativ al comitatului Williams.